# Indicatif régional 670

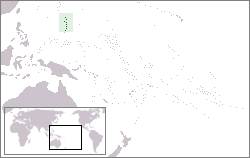
Localisation des Îles Mariannes du Nord.

L'indicatif régional 670 est l'indicatif téléphonique régional qui dessert les Îles Mariannes du Nord qui font partie de l'archipel des îles Mariannes dans le Pacifique. Les Îles Mariannes du Nord forment un commonwealth américain, un état associé avec les États-Unis dont elles sont un territoire organisé non incorporé.
Cet indicatif régional a été créé en 1997, en remplacement de l'indicatif téléphonique international 670 qui dessert maintenant le Timor oriental.
L'indicatif régional 670 fait partie du Plan de numérotation nord-américain.